# Wasserelektrolyse
Unter dem Begriff Wasserelektrolyse versteht man die Zerlegung von Wasser in Wasserstoff und Sauerstoff mit Hilfe eines elektrischen Stromes. Die wichtigste Anwendung dieser Elektrolyse ist die Gewinnung von Wasserstoff. Bisher ist die Wasserstoffgewinnung aus fossilen Energieträgern wirtschaftlicher als die Herstellung von Wasserstoff mittels Wasserelektrolyse. Die Wasserelektrolyse wird daher noch selten angewandt.
Durch den starken Ausbau der Nutzung von erneuerbaren Energien wird davon ausgegangen, dass die Wasserelektrolyse als Bestandteil von Power-to-Gas-Anlagen mittel- bis langfristig eine große Bedeutung zur Herstellung von Synthesegas erreichen wird. Mit Wasserstoff als Energiespeicher wird die Verstetigung der Stromerzeugung aus erneuerbaren Energien, insbesondere bei Windkraft und Photovoltaik, gefördert, indem Überschüsse von Wind- und Solarstrom chemisch zwischengespeichert werden können. Der erzeugte Wasserstoff kann für chemische Prozesse genutzt oder direkt oder nach anschließender Methanisierung als Methan dem Erdgasnetz zugeführt werden. Anschließend steht er für verschiedene Anwendungszwecke wie z. B. als Rohstoff für die chemische Industrie (Power-to-Chemicals), als Antriebsenergie von Fahrzeugen, Schiffen und Flugzeugen (Power-to-Fuel) oder für die Rückverstromung in Gaskraftwerken oder Brennstoffzellen zur Verfügung.
Die Wasserelektrolyse ist auch als Demonstrationsversuch bedeutsam; dabei wird oft der Hofmannsche Wasserzersetzungsapparat genutzt. Eine weitere Anwendung der Wasserelektrolyse ist die Anreicherung von Deuterium. Ferner ist die Wasserelektrolyse die wichtigste Nebenreaktion vieler technischer Elektrolysen, z. B. der Chloralkali-Elektrolyse.

## Reaktionen und ihre Gleichungen

Hofmannscher Zersetzungsapparat: H_{2} und O_{2} verhalten sich weitgehend wie ideale Gase. Damit haben die gemessenen Gasvolumina H_{2} zu O_{2} das Verhältnis 2:1 und folgen der Stöchiometrie der Elektrolyse. Die Gasvolumina sind proportional zum elektrischen Strom, der über die Dauer der Messung geflossen ist. Die Volumina sind also proportional zur elektrischen Ladung.

Die Elektrolyse von Wasser besteht aus zwei Teilreaktionen, die jeweils an den Elektroden Kathode und Anode ablaufen. Das Gesamt-Reaktionsschema dieser Redoxreaktion lautet:
{\displaystyle \mathrm {2\ H_{2}O(l)\ _{\overrightarrow {\rm {Elektrolyse}}}\ 2\ H_{2}(g)+O_{2}(g)} }
{\displaystyle \Delta _{\text{R}}G^{\ominus }=\mathrm {+474,48\ kJ/2~mol} =\mathrm {+237,24\ kJ/mol} }
{\displaystyle \Delta _{\text{R}}S^{\ominus }=\mathrm {+327,2\ J/K~2~mol} =\mathrm {+163,6\ J/K~mol~*} }
{\displaystyle \Delta _{\text{R}}H^{\ominus }=\mathrm {+571,66\ kJ/2~mol} =\mathrm {+285,83\ kJ/mol} } (bei T = 298,15 K, p = 1,013 × 105 Pa)
Wasser wird durch elektrischen Strom in Wasserstoff und Sauerstoff gespalten. Die Standard-Bildungsenthalpie für Wasser ist +285,83 kJ/ mol. Die Standard-Reaktionsenthalpie für die angegebene Reaktionsgleichung mit 2 Mol Wasser ist also doppelt so hoch.
*(S° Werte: H2(g) = 131,0; O2(g) = 205,0; H2O(l) = 69,9; H2O(g) = 188,7 J/K mol)
Die Elektroden tauchen in einen Elektrolyten ein. Der Elektrolyt wird meist durch Zusatz einer Säure, wie Schwefelsäure, oder einer Lauge, wie Kalilauge, hergestellt. Die Elektrolyse gelingt auch, wenn neutrale Salze wie Natriumsulfat als Elektrolyt verwendet werden. Ungeeignet sind beispielsweise Salzsäure oder Natriumchlorid, da sich dann an der Anode Chlor abscheiden würde.
In saurer Lösung:
| {\displaystyle \mathrm {Kathode{:}\ } }        | {\displaystyle \mathrm {4\ H_{3}O^{+}\ +\ 4\ e^{-}} } | {\displaystyle \mathrm {\longrightarrow } } | {\displaystyle \mathrm {2\ H_{2}\ +\ 4\ H_{2}O} }                 |  |
| {\displaystyle \mathrm {Anode{:}\ } }          | {\displaystyle \mathrm {6\ H_{2}O} }                  | {\displaystyle \mathrm {\longrightarrow } } | {\displaystyle \mathrm {\ O_{2}\ +\ 4\ H_{3}O^{+}\ +\ 4\ e^{-}} } |  |
|                                                |                                                       |                                             |                                                                   |  |
| {\displaystyle \mathrm {Gesamtreaktion{:}\ } } | {\displaystyle \mathrm {2\ H_{2}O} }                  | {\displaystyle \mathrm {\longrightarrow } } | {\displaystyle \mathrm {2\ H_{2}\ +\ O_{2}} }                     |  |
In alkalischer Lösung:
| {\displaystyle \mathrm {Kathode{:}\ } }        | {\displaystyle \mathrm {4\ H_{2}O\ +\ 4\ e^{-}} } | {\displaystyle \mathrm {\longrightarrow } } | {\displaystyle \mathrm {2\ H_{2}\ +\ 4\ OH^{-}} }             |  |
| {\displaystyle \mathrm {Anode{:}\ } }          | {\displaystyle \mathrm {4\ OH^{-}} }              | {\displaystyle \mathrm {\longrightarrow } } | {\displaystyle \mathrm {\ O_{2}\ +\ 2\ H_{2}O\ +\ 4\ e^{-}} } |  |
|                                                |                                                   |                                             |                                                               |  |
| {\displaystyle \mathrm {Gesamtreaktion{:}\ } } | {\displaystyle \mathrm {2\ H_{2}O} }              | {\displaystyle \mathrm {\longrightarrow } } | {\displaystyle \mathrm {2\ H_{2}\ +\ O_{2}} }                 |  |
In neutraler Natriumsulfat-Lösung:
| {\displaystyle \mathrm {Kathode{:}\ } }                 | {\displaystyle \mathrm {4\ H_{2}O\ +\ 4\ e^{-}} } | {\displaystyle \mathrm {\longrightarrow } } | {\displaystyle \mathrm {2\ H_{2}\ +\ 4\ OH^{-}} }                           |  |
| {\displaystyle \mathrm {Anode{:}\ } }                   | {\displaystyle \mathrm {6\ H_{2}O} }              | {\displaystyle \mathrm {\longrightarrow } } | {\displaystyle \mathrm {O_{2}\ +\ 4\ H_{3}O^{+}\ +\ 4\ e^{-}} }             |  |
|                                                         |                                                   |                                             |                                                                             |  |
| {\displaystyle \mathrm {Gesamtreaktion{:}\ } }          | {\displaystyle \mathrm {\ 10\ H_{2}O} }           | {\displaystyle \mathrm {\longrightarrow } } | {\displaystyle \mathrm {2\ H_{2}\ +\ O_{2}\ +\ 4\ H_{3}O^{+}+\ 4\ OH^{-}} } |  |
| {\displaystyle \mathrm {durch\ Neutralisation{:}\ } }   | {\displaystyle \mathrm {\ 10\ H_{2}O} }           | {\displaystyle \mathrm {\longrightarrow } } | {\displaystyle \mathrm {2\ H_{2}\ +\ O_{2}\ +\ 8\ H_{2}O} }                 |  |
| {\displaystyle \mathrm {nach\ K{\ddot {u}}rzung{:}\ } } | {\displaystyle \mathrm {\ 2\ H_{2}O} }            | {\displaystyle \mathrm {\longrightarrow } } | {\displaystyle \mathrm {2\ H_{2}\ +\ O_{2}} }                               |  |
Zwischen den Halbzellen bilden sich Konzentrationsgradienten im Elektrolyten, da je nach den Bedingungen Oxonium-Ionen (H3O+) oder Hydroxid-Ionen (OH−) gebildet oder verbraucht werden. Dabei wandern die Oxonium-Ionen zu der negativ geladenen Kathode, die Hydroxid-Ionen zur positiven Anode. Die Ionenbeweglichkeit von H3O+ und OH− sind vergleichsweise hoch, da die Ionen nicht als Ganzes wandern, sondern nur Protonen (H+) verschoben werden, siehe Grotthuß-Mechanismus.

Scheinbare Diffusion eines Oxonium-Ions durch Verschiebung von Protonen.

Scheinbare Diffusion eines Hydroxid-Ions durch Verschiebung von Protonen.

## Technische Wasserelektrolyse

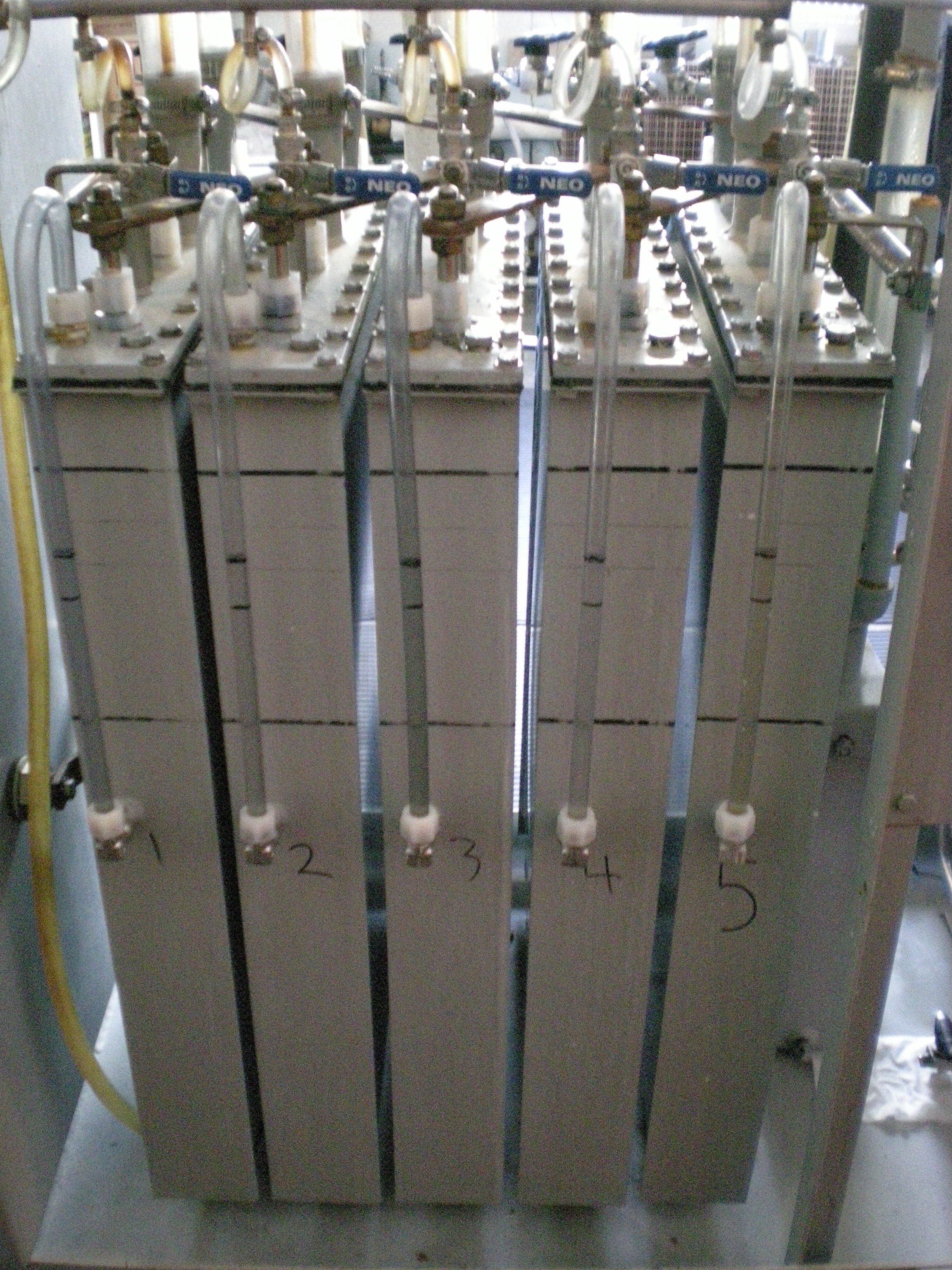
Elektrolysezellen in einer Prototypanlage.

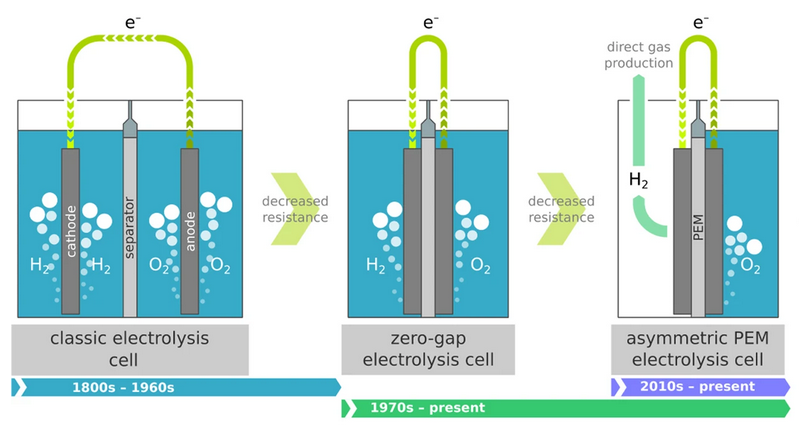
Konzeptionelle Darstellung der Evolution der konventionellen Elektrolyse über die Zeit.

Der energetische Wirkungsgrad der Elektrolyse von Wasser beträgt je nach angewandtem Detailverfahren, und abhängig vom Typ und der Berechnung des Wirkungsgrades, zwischen 60 und 85 %.
Da die Elektrolytkonzentration und die Temperatur einer Elektrolytlösung großen Einfluss auf den Zellwiderstand und somit auf die Energiekosten haben, wird dafür zum Beispiel eine 25- bis 30-prozentige Kaliumhydroxid-Lösung verwendet, die Temperatur liegt bei ca. 70–90 °C. Die Stromdichte liegt bei ca. 0,15–0,5 A/cm², die Spannung bei ca. 1,90 V.
Zur Herstellung von 1 m³ Wasserstoff (bei Normaldruck) wird in der Praxis eine elektrische Energie von 4,5–6,3 kWh benötigt. Anlagen mit einem höheren Zelldruck, beispielsweise 30 bar, benötigen in der Regel weniger elektrische Energie; beispielsweise 4,3 kWh. Dies erscheint zunächst als paradox, da gemäß des Prinzips vom kleinsten Zwang eine Druckerhöhung um den Faktor 10 eine Erhöhung der notwendigen Zellspannung um etwa 15 mV bedingt. Die Druckerhöhung bewirkt jedoch eine Verringerung des Volumens der entstehenden Gase. Auch die Gasbläschen an den Elektroden verkleinern sich proportional zum Druck. Dadurch erhöht sich die Leitfähigkeit des Elektrolyten, was eine Absenkung der Stromdichte und einen geringeren ohmschen Spannungsabfall bewirkt. Der Gewinn an Wirkungsgrad kompensiert den zusätzlichen Aufwand für die Kompression bei weitem. Allerdings erhöht sich die Löslichkeit der entstehenden Gase im Elektrolyten und der Druck muss präzise geregelt werden, um eine Zerstörung der Membran bei zu großem Druckunterschied zwischen Anode und Kathode zu vermeiden.
Durch spezielle Elektroden mit großer Oberfläche und speziellen Nickel-Legierungen kann die Überspannung an der Kathode um 15 bis 200 mV gesenkt werden. Dieses Gebiet ist Gegenstand intensiver Forschungsarbeiten.
Es besteht auch die Möglichkeit, demineralisiertes Wasser durch Elektrolyse zu zerlegen. Bei der SPE-Wasserstoffelektrolyse wird eine protonengeladene Nafionmembran benutzt. Die dünnen durchbrochenen Elektroden befinden sich auf der Oberflächenschicht (englisch zero gap „abstandsfreie Zellengeometrie“) der Membran. Als Elektrodenmaterial können z. B. Rutheniumoxidhydrate (Anode) oder Platin (Kathode) verwendet werden. Die SPE-Elektrolyse scheint sich im Markt bei Kleinelektrolyseuren durchzusetzen.
Es wird auch an der Hochtemperatur-Wasserdampf-Elektrolyse (bei 800 bis 1000 °C) an Festelektrolyten geforscht (Festoxid-Elektrolyseurzelle). Als Festelektrolyt wird üblicherweise Yttrium-stabilisiertes Zirkoniumdioxid (YSZ) verwendet. Alternativ können auch Sc oder Ca-dotiertes ZrO2, Gd oder Sm-dotiertes CeO2 oder auch Elektrolyte mit Perowskit-Struktur (z. B. auf Basis von LaGaO3; dotiert mit Sr und/oder Mg) verwendet werden. Durch die erhöhte Betriebstemperatur lässt sich die benötigte Spannung im thermoneutralen Betriebspunkt auf 1,30 V senken, die Stromdichte liegt bei 0,4 A/cm².
Der elektrische Wirkungsgrad ist insbesondere bei der Nutzung von Wasserstoff als saisonaler Energiespeicher wichtig, dem sogenannten Power-to-Gas-Verfahren. Dabei wird Elektrolysewasserstoff (bzw. nach einer ggf. nachgeschalteten Methanisierung Methan) genutzt, um als Speicher die schwankende Erzeugung mancher regenerativer Energiequellen auszugleichen und damit eine stabile Stromversorgung zu erreichen. Die Rückverstromung kann auf unterschiedliche Art und Weise stattfinden; u. a. können Gaskraftwerke, Blockheizkraftwerke oder Brennstoffzellen genutzt werden. Da Power-to-Gas durch den recht geringen Wirkungsgrad der Energiekette Strom --> Wasserstoff/Methan --> Strom hohe Energieverluste mit sich bringt, sollte ein zukünftiges Energiesystem so ausgelegt sein, dass ein möglichst geringer Langfristspeicherbedarf besteht, für den diese Technik benötigt wird.
Nebenreaktionen
Bildung von Ozon
- An glatten Platinanoden kommt es in gekühlten (die Ozonzersetzung ist dann geringer), stark sauren Lösungen bei hohen Stromdichten zur Ozonbildung. Im basischen Milieu ist die Ozonbildung geringer, an Nickelanoden bleibt sie sogar völlig aus.
- Ist dem Gleichstrom Wechselstrom überlagert, so erfolgt die Ozonbildung bereits bei geringeren Stromdichten.

## Forschungsarbeiten

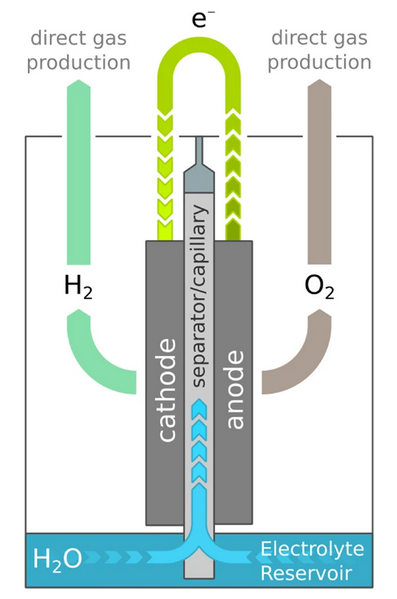
Konzeptionelle Darstellung eines kapillargespeisten Elektrolyseurs

Im August 2022 veröffentlichte eine australische Arbeitsgruppe von der University of Wollongong (UOW) und dem ARC Centre of Excellence for Electromaterials Science ihre Forschungsergebnisse zur Kapillarelektrolyse von Wasser (Capillary-Fed Electrolysis, CFE, dt. kapillargespeister Elektrolyseur). Sie konnten mit diesem Verfahren mit 40,4 kWh 1 kg Wasserstoff erzeugen. Dies entspricht einem Wirkungsgrad von 98 %. Die Zellspannung liegt bei 1,51 Volt und die Stromdichte bei 0,5 A/cm². Die Betriebstemperatur der Zellen beträgt 85 °C. Der Wegfall von Kühlsystemen und Flüssigkeitsabscheidern sowie ein deutlich kleineres Wasserkreislaufsystem sollen sich zudem günstig auf den Kapitalbedarf einer Anlage auswirken. Ein UOW-Spin-off kommerzialisiert nun diese Technologie und verspricht einen Systemwirkungsgrad (system efficiency) von 95 %. Im Rahmen der Deutschland-Australischen-Kooperation im Bereich Grüner Wasserstoff soll diese Technologie weiterentwickelt werden. Beteiligte Unternehmen aus Deutschland beziehungsweise Forschungseinrichtungen sind die Alantum Europe GmbH, die Messkonzept GmbH und die VAF GmbH sowie das Forschungszentrum Jülich mit IEK-11 (Institut für Energie- und Klimaforschung), IEK-14 (Elektrochemische Verfahrenstechnik) und IEK-8 (Troposphäre) und das Fraunhofer-Institut für Produktionstechnologie.

## Wirkungsgrade und deren Berechnung
In der Praxis werden unterschiedliche Arten von Wirkungsgraden bei der Elektrolyse betrachtet und berechnet:
Beim Faraday-Wirkungsgrad εV, auch Stromwirkungsgrad genannt, erfolgt die Berechnung nach den Faradayschen Gesetzen. Für die Elektrolyse von 1 Gramm Wasserstoff, was der Stoffmenge von 1 mol entspricht, werden theoretisch 96.485 A·s benötigt. Der Faraday-Wirkungsgrad erfasst den Umsatz der Ladung in einer Elektrolysezelle und ist das Verhältnis von der erzeugten H2-Stoffmenge zur theoretischen Stoffmenge.
Beim Spannungswirkungsgrad εI wird die theoretische Zellspannung, in diesem Fall die thermoneutrale Spannung (1,48 Volt bei Standardbedingungen), durch die reale Zellspannung geteilt und mit 100 multipliziert. Die thermoneutrale Spannung beinhaltet im Gegensatz zur Potentialdifferenz (1,23 Volt) die durch die Entropieänderung gebundene Wärme. Liegt die reale Zellspannung beispielsweise bei 1,9 Volt, so ergibt sich ein Spannungswirkungsgrad von 77,9 Prozent.
Beim Zellwirkungsgrad εcell wird der Gesamtwirkungsgrad der Elektrolysezelle betrachtet. Er errechnet sich als Produkt von Stromwirkungsgrad und Spannungswirkungsgrad: εcell=εV · εI. Durch die Multiplikation der für die Erzeugung von 1 mol Wasserstoff (= 1,008 g) notwendigen elektrischen Ladung von 96.485 A·s, mit der thermoneutralen Spannung in Höhe von 1,48 Volt, erhält man eine Energiemenge von 143.940 W·s pro Gramm Wasserstoff. Dies entspricht einem Energiebedarf von 39,98 kWh pro Kilogramm Wasserstoff. Für 1 m³ Wasserstoff unter Standardbedingungen werden theoretisch 3,52 kWh benötigt. Für die Berechnung des Wirkungsgrades in Prozent werden die für 1 kg Wasserstoff theoretisch benötigten 39,98 kWh durch die für diese Masse tatsächlich benötigten Kilowattstunden geteilt und mit der Zahl 100 multipliziert. Dabei ist zu beachten, dass die thermoneutrale Spannung temperatur- und druckabhängig ist.
Beim sogenannten DC-Wirkungsgrad εHHV (brennwertbezogen) oder εLHV (heizwertbezogen) wird dagegen die für die Elektrolyse benötigte Energie ins Verhältnis zu dem Energieinhalt des produzierten Wasserstoffs gesetzt. Hier ist die Angabe des Brenn- bzw. Heizwerts relevant.
Volks- und betriebswirtschaftlich entscheidend ist jedoch der System- oder Anlagen-Wirkungsgrad. Hierzu werden ggf. Verlustleistung bzw. zusätzlicher Energiebedarf aus der AC/DC-Umwandlung und der Transformation aus der Mittelspannung, der Wasseraufbereitung, des Betriebs der Kühlsysteme, des Energieverbrauchs der Gebäude und Nebengewerke oder der Kompression und Wasserstoffaufbereitung mit eingerechnet. Um eine Vergleichbarkeit der Wirkungsgradangaben zu ermöglichen, müssen die jeweiligen Systemgrenzen sorgfältig untersucht werden.

## Weitere Bewertungskriterien
Der Wirkungsgrad eines Elektrolyseurs ist nur eines der für die Praxis relevanten Bewertungskriterien. Neben den wirtschaftlichen Faktoren Investitionen und Betriebskosten sind dies:
- Teillastverhalten: Arbeitsbereich und Überlastfähigkeit
- Dynamik: Wie schnell kann Transienten in der Leistungsaufnahme gefolgt werden? Totzeiten des Systems z. B. beim Anfahren. Aufwärmzeiten des Elektrolyseurs, Wechsel von Stand-by in den Betrieb.
- Lebensdauer: kalendarische Lebensdauer, Betriebsstunden und Anzahl der Anfahr-/Abfahrzyklen
- Verfügbarkeit: Betriebsausfälle durch Reparatur- oder Wartungsarbeiten
- Autarkie: Wie autark ist das System im Betrieb? Weitere notwendige Betriebsmedien?